# Lily Cowles
Lily Cowles (Connecticut, 7 settembre 1987) è un'attrice statunitense.

## Biografia
Lily Cowles è nata nel Connecticut il 7 settembre del 1987 da Matthew Cowles, attore e drammaturgo, e Christine Baranski, attrice. Ha una sorella maggiore di nome Isabel, nata nel 1984, avvocato.
Cowles ha conseguito un Bachelor of Arts in studi religiosi presso l'Università di Princeton. Suo padre è deceduto nel 2014 per un'insufficienza cardiaca.

## Carriera
Nel 2014 Cowles inizia la sua carriera nell'intrattenimento come assistente personale di Jonah Hill durante la produzione del film True Story, diretto da Rupert Goold. Nel 2016 recita in BrainDead - Alieni a Washington nei panni di Germaine Healy.
Nel 2019 recita nel reboot di Roswell, Roswell, New Mexico, trasmesso da The CW. Nel 2020 interpreta Helen Park nel videogioco Call of Duty: Black Ops Cold War.

## Filmografia

### Attrice

#### Cinema
- Enchantments, regia di Kelsey O'Brien (2015)
- Joe Goes to Therapy – cortometraggio (2017)
- Stages of Android – cortometraggio (2018)
- Antebellum, regia di Gerard Bush e Christopher Renz (2020)

#### Televisione
- Jones vs. the World – serie TV (2017)
- BrainDead - Alieni a Washington (BrainDead) – serie TV, 4 episodi (2016)
- Roswell, New Mexico – serie TV, 52 episodi (2019-2022)

### Doppiatrice
- Call of Duty: Black Ops Cold War – videogioco (2020)
- Immortals of Aveum – videogioco (2023)
- Secret Level – serie TV, episodio 1x11 (2024)

## Doppiatrici italiane
Nelle versioni in italiano delle opere in cui ha recitato, Lily Cowles è stata doppiata da:
- Gemma Donati in Roswell, New Mexico
- Benedetta Degli Innocenti in Antebellum

Da doppiatrice è sostituita da:
- Beatrice Caggiula in Call of Duty: Black Ops - Cold War, Call of Duty: Black Ops 6
- Cinzia Massironi in Immortals of Aveum
- Gaia Bolognesi in Secret Level